# Visa Karin
Visa Karin var en klok gumma, som 1471 var föremål för ett trolldomsmål i Arboga. Hennes fall tillhör de äldsta trolldomsfall man känner till i Sverige. 
Visa Karin var tillsammans med Brigitta Andersdotter verksam som klok gumma, och åtog sig att utföra trollkonster och förgörningar mot betalning. Deras specialitet ska ha varit att "skilja älskande åt och kvälja hjonelag" genom att kasta kattskallar på dörrar och hälla vatten ur oxhorn utan att se sig om. 
År 1471 ställdes Karin inför rätta för att ha stulit en sked från borgaren Lars Björson. Hon förvisades från staden för trolldom, stöld och "giftermål" (möjligen "förgiftning"). 